# Kościół Najświętszej Maryi Panny Królowej Męczenników w Wójtowie
Kościół pw. NMP Królowej Męczenników w Wójtowie – kościół katolicki w Wójtowie zbudowany w latach 2001–06. Prace wykończeniowe w świątyni trwają do dziś.